# Montrevel (Isère)
Pour les articles homonymes, voir Montrevel.
Montrevel est une commune française située dans le département de l'Isère, en région Auvergne-Rhône-Alpes.
La commune de Montrevel a été membre de la communauté de communes de la Vallée de l'Hien, laquelle s'est jumelée avec la commune italienne Izano. À la suite de la fusion de plusieurs communautés de communes de ce secteur de l'Isère, la commune est adhérente à la communauté de communes des Vals du Dauphiné, dont le siège est à La Tour-du-Pin, communauté qu'elle a rejoint le 1er janvier 2017.
Le point culminant de la commune est situé au Bois Paccard, à 705 mètres d'altitude et ses habitants sont dénommés les Morvelot(e)s.

## Géographie

### Situation et description
Montrevel dont le territoire est traversé par l'autoroute A48 se positionne dans la micro-région des  « Terres froides »,  une région naturelle de France située dans le nord du département de l'Isère.
Il s'agit d'une petite commune essentiellement rurale à l'écart des grandes voies de circulation consititué d'un bourg central de taille très modeste et de quelques hameaux.

### Géologie
Les moraines des glaciers de l'époque quaternaire déposées sur un bloc molassique ont donné à cette partie au nord-ouest du département de l'Isère un pays de collines ondulées appelées Terres Froides. Certains spécialistes centrent cet ensemble molassique autour de Biol, Châbons et Bizonnes voire le lac de Paladru.

### Communes limitrophes
| Biol     | Torchefelon / Doissin | Doissin / Blandin |
| Belmont  | Montrevel             | Blandin           |
| Bizonnes |                       | Chabons           |

### Climat
Pour des articles plus généraux, voir Climat d'Auvergne-Rhône-Alpes et Climat de l'Isère.
En 2010, le climat de la commune est de type climat océanique altéré, selon une étude du Centre national de la recherche scientifique s'appuyant sur une série de données couvrant la période 1971-2000. En 2020, Météo-France publie une typologie des climats de la France métropolitaine dans laquelle la commune est exposée à un climat de montagne ou de marges de montagne et est dans la région climatique Alpes du nord, caractérisée par une pluviométrie annuelle de 1 200 à 1 500 mm, irrégulièrement répartie en été.
Pour la période 1971-2000, la température annuelle moyenne est de 10,2 °C, avec une amplitude thermique annuelle de 17,4 °C. Le cumul annuel moyen de précipitations est de 1 204 mm, avec 10 jours de précipitations en janvier et 7,2 jours en juillet. Pour la période 1991-2020, la température moyenne annuelle observée sur la station météorologique de Météo-France la plus proche, « Bourgoin », sur la commune de Bourgoin-Jallieu à 16 km à vol d'oiseau, est de 12,4 °C et le cumul annuel moyen de précipitations est de 844,0 mm,. Pour l'avenir, les paramètres climatiques de la commune estimés pour 2050 selon différents scénarios d'émission de gaz à effet de serre sont consultables sur un site dédié publié par Météo-France en novembre 2022.

### Hydrographie

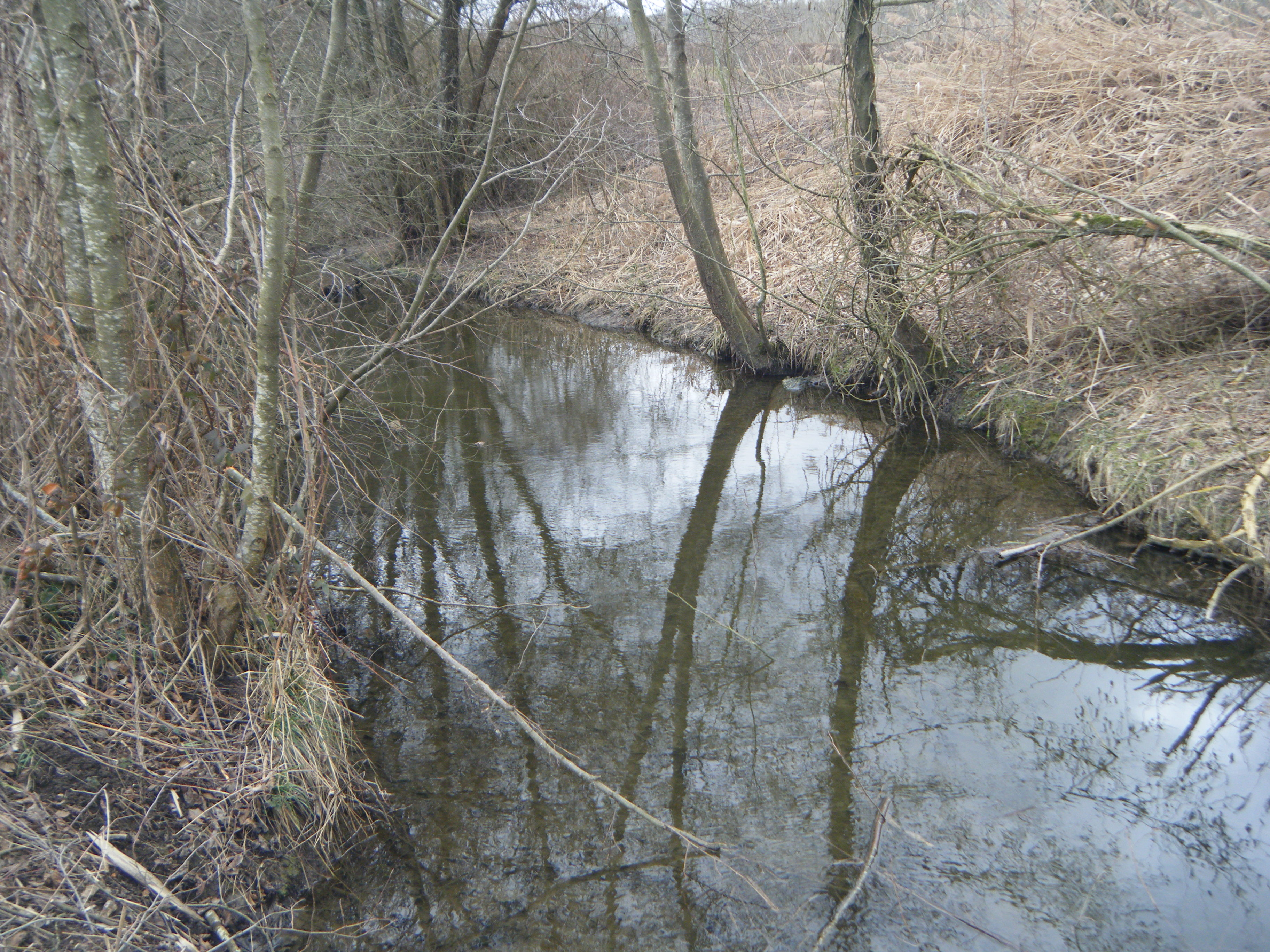
Le ruisseau de l'Hien à Montrevel en mars 2019

Le territoire de la commune est traversé par ruisseau de l'Hien, un affluent de la Bourbre et d'une longueur de 17,2 km. Cette petite rivière, qui prend sa source dans la commune voisine de Belmont, borde la partie occidentale de la commune (marquant ainsi la limite avec la commune de Biol) selon un axe sud-ouest nord-est.

### Voies de communication et transport

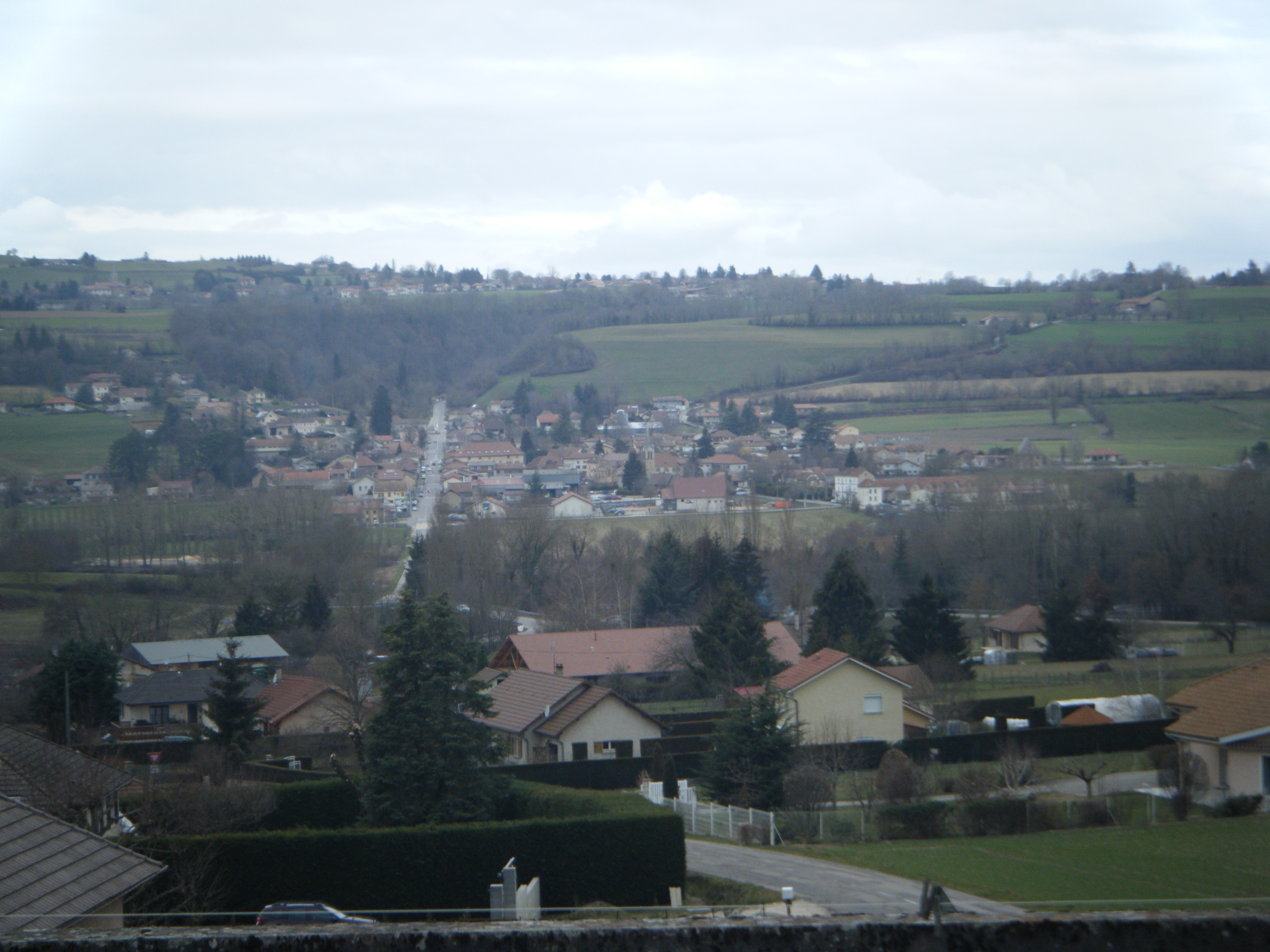
Vue sur la RD520 et Biol depuis Montrevel en mars 2019

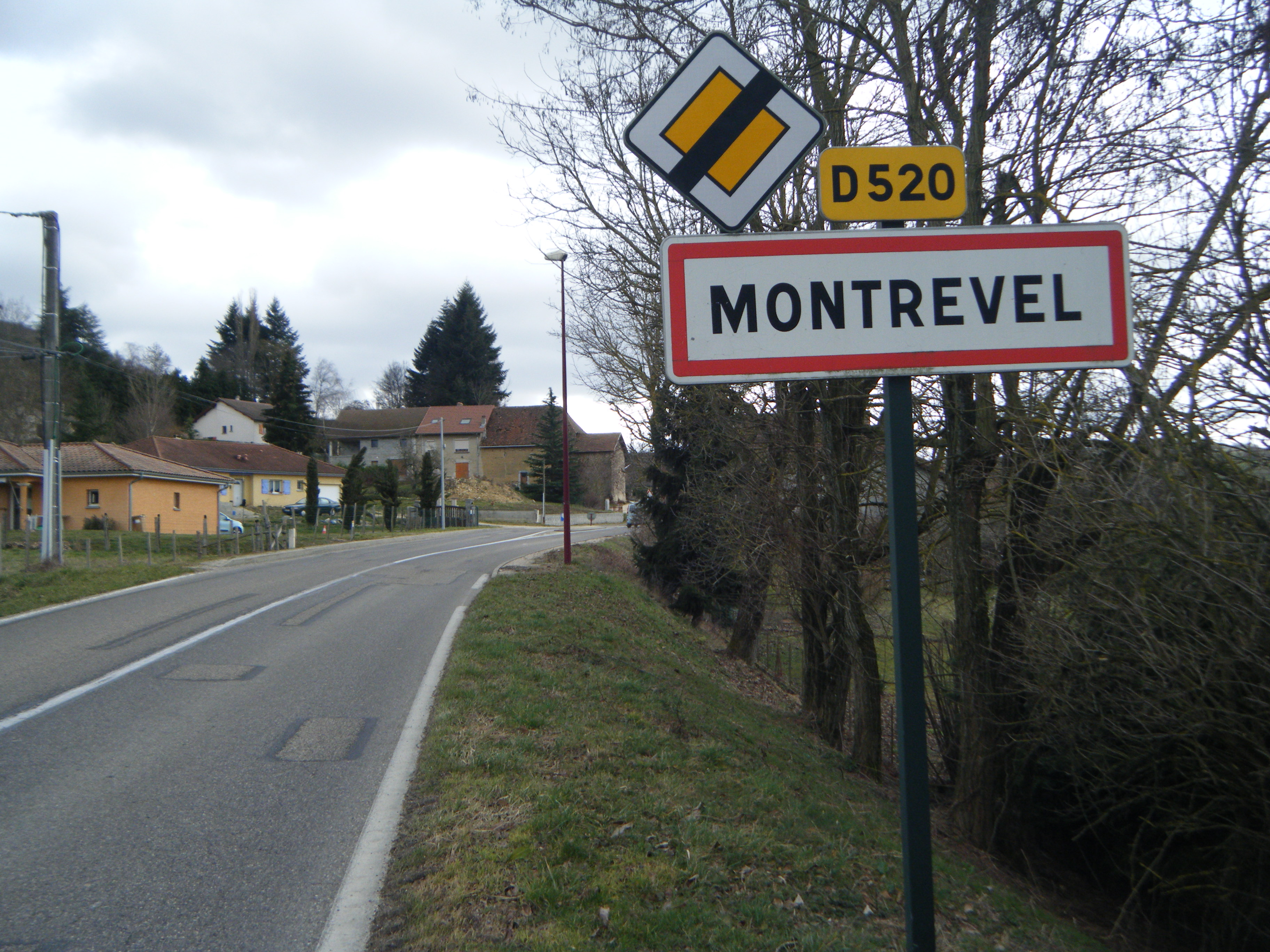
Panneau d'entrée de Montrevel

#### Routes principales
L'autoroute A48  qui relie l'agglomération Lyonnaise à celle de Grenoble traverse entièrement le territoire communal depuis le col de Rossatière, au sud à la limite de la commune de CHâbons jusqu'au niveau des marais de l'Hien, situé au nord, à la limite des communes de Doissin et de Biol.
La sortie d'autoroute la plus proche (A43) est celle qui dessert l'agglomération de La Tour-du-Pin
- 9 à 47 km : La Tour-du-Pin-centre (puis direction Saint-Victor-de-Cessieu)

Le territoire communal est également traversé par trois routes départementales :
- La RD520 qui correspond à l'ancien tracé de la RN520 qui autrefois reliait la ville de Bourgoin-Jallieu par Les Éparres à la commune des Échelles en Savoie. Cette route a été déclassée en route départementale lors de la réforme de 1972.
- La RD51 qui relie les communes de Sablons et de La Tour-du-Pin.
- La RD51k qui relie la commune de Montrevel (village) à la commune de Pannissage (jonction avec la RD17).

#### Transports
La gare SNCF la plus proche est la gare de Châbons. En 2019, celle-ci n'est plus qu'une halte voyageurs desservie par des trains TER Auvergne-Rhône-AlpesTER Auvergne-Rhône-Alpes se rendant vers Grenoble ou Lyon.
La commune est également desservie par le réseau Transisère notamment par la ligne 1130 qui relie la commune du Grand-Lemps à Bourgoin-Jallieu.

## Urbanisme

### Typologie
Au 1er janvier 2024, Montrevel est catégorisée commune rurale à habitat dispersé, selon la nouvelle grille communale de densité à sept niveaux définie par l'Insee en 2022.
Elle est située hors unité urbaine et hors attraction des villes,.

### Occupation des sols
L'occupation des sols de la commune, telle qu'elle ressort de la base de données européenne d’occupation biophysique des sols Corine Land Cover (CLC), est marquée par l'importance des territoires agricoles (73,3 % en 2018), une proportion identique à celle de 1990 (73,3 %). La répartition détaillée en 2018 est la suivante : 
prairies (34,9 %), forêts (26,7 %), zones agricoles hétérogènes (26,5 %), terres arables (11,9 %). L'évolution de l’occupation des sols de la commune et de ses infrastructures peut être observée sur les différentes représentations cartographiques du territoire : la carte de Cassini (XVIIIe siècle), la carte d'état-major (1820-1866) et les cartes ou photos aériennes de l'IGN pour la période actuelle (1950 à aujourd'hui).

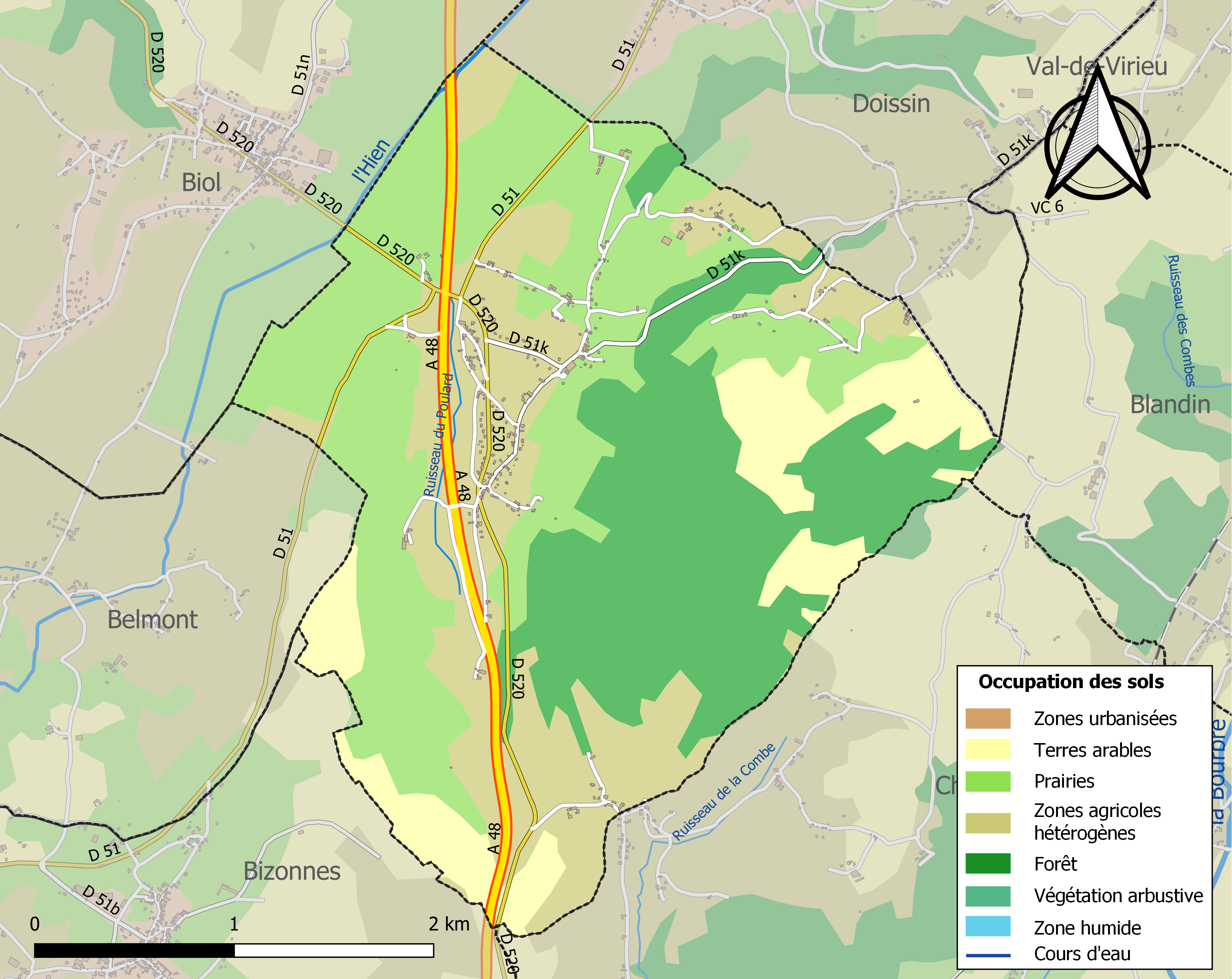
Carte des infrastructures et de l'occupation des sols de la commune en 2018 (CLC).

### Hameaux, Lieux-dits et écarts
Voici, ci-dessous, la liste la plus complète possible des divers hameaux, quartiers et lieux-dits résidentiels urbains comme ruraux, ainsi que les écarts qui composent le territoire de la commune de Montrevel, présentés selon les références toponymiques fournies par le site géoportail de l'Institut géographique national.
| - les Granges - le Vernatel - Ferme de l'Adret - les Bérouds - les Bruyères - le Poulard | - Notre Dame d'Artésieux - Combe Fourny - le Triève - Champ Replat - le Château Désert - Bois Vert | - Bois de la Roche - Combe Asserme - Lucardière - Cruy - l'Herbe Pin - Taillis de la Dame | - la Rua - Vaulx - les Platières - la Touquette - Bois Paccard - Combe lambert |

Le secteur du col de la Rossatière (altitude 573 m), situé au niveau du PK 57 de l'autoroute A48 et signalé par un panneau est situé à l'extrême sud du territoire communal au niveau d'un tripoint partagé avec les communes de Bizonnes et de Chabons.

### Risques naturels et technologiques

#### Risques sismiques
L'ensemble du territoire de la commune de Montrevel est situé en zone de sismicité n°3, comme la plupart des communes de son secteur géographique, mais non loin de la zone n°4, située plus à l'est.
| Type de zone | Niveau            | Définitions (bâtiment à risque normal) |
| ------------ | ----------------- | -------------------------------------- |
| Zone 3       | Sismicité modérée | accélération = 1,1 m/s2                |

## Toponymie
Selon le toponymiste français Ernest Nègre, le terme de Montrevel (il existe deux communes de ce nom dans l'ère linguistique francoprovençale) signifie « mont aux fortifications résistantes, difficile à soumettre » qui est composé de mons et de l'équivalent franco-provençal de l'oïl revel ou rivel signifiant « résistance, orgueil, rébellion ».

## Histoire

### Antiquité
Le secteur actuel de la commune de Montrevel se situe à l'ouest du territoire antique des Allobroges, ensemble de tribus gauloises occupant l'ancienne Savoie, ainsi que la partie du Dauphiné, située au nord de la rivière Isère.

### Moyen-Âge et Temps Modernes
L'existence d'un château fort est attestée au XIIe siècle.

## Politique et administration

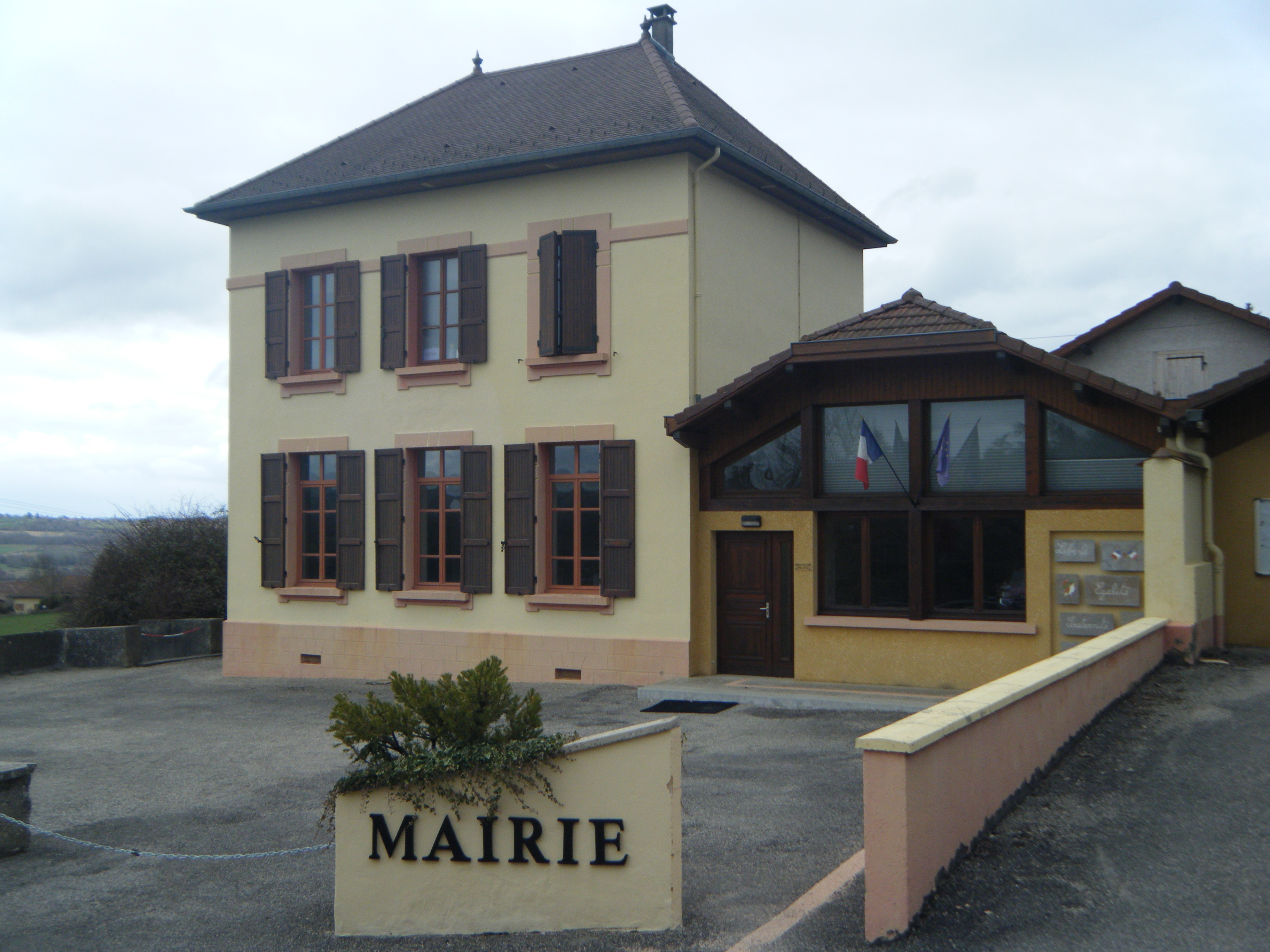
Mairie de Montrevel en mars 2019

### Administration municipale
Le conseil municipal de Montrevel est composé de dix élus, (cinq femmes et cinq hommes) dont un maire, trois adjoints au maire et six conseillers municipaux.

### Liste des maires
| Période                                  | Période  | Identité     | Étiquette | Qualité |
| ---------------------------------------- | -------- | ------------ | --------- | --- |
| mars 2001                                | En cours | Daniel Vitte | DVD       | Conseiller général du Canton de Virieu (1988-2015) Président de la Communauté de communes de la vallée de l'Hien |
| Les données manquantes sont à compléter. |          |              |           | |

## Population et société

### Démographie
L'évolution du nombre d'habitants est connue à travers les recensements de la population effectués dans la commune depuis 1793. Pour les communes de moins de 10 000 habitants, une enquête de recensement portant sur toute la population est réalisée tous les cinq ans, les populations de référence des années intermédiaires étant quant à elles estimées par interpolation ou extrapolation. Pour la commune, le premier recensement exhaustif entrant dans le cadre du nouveau dispositif a été réalisé en 2008.

En 2022, la commune comptait 447 habitants, en évolution de −1,97 % par rapport à 2016 (Isère : +3,07 %, France hors Mayotte : +2,11 %).
| 1793  | 1800  | 1806  | 1821  | 1831  | 1836 | 1841 | 1846 | 1851 |
| ----- | ----- | ----- | ----- | ----- | ---- | ---- | ---- | ---- |
| 1 075 | 1 575 | 1 406 | 1 625 | 1 517 | 543  | 615  | 657  | 601  |

| 1856 | 1861 | 1866 | 1872 | 1876 | 1881 | 1886 | 1891 | 1896 |
| ---- | ---- | ---- | ---- | ---- | ---- | ---- | ---- | ---- |
| 571  | 563  | 557  | 557  | 547  | 495  | 472  | 416  | 397  |

| 1901 | 1906 | 1911 | 1921 | 1926 | 1931 | 1936 | 1946 | 1954 |
| ---- | ---- | ---- | ---- | ---- | ---- | ---- | ---- | ---- |
| 376  | 362  | 350  | 272  | 295  | 283  | 277  | 281  | 250  |

| 1962 | 1968 | 1975 | 1982 | 1990 | 1999 | 2006 | 2008 | 2013 |
| ---- | ---- | ---- | ---- | ---- | ---- | ---- | ---- | ---- |
| 241  | 245  | 246  | 233  | 262  | 346  | 439  | 465  | 461  |

| 2018 | 2022 | - | - | - | - | - | - | - |
| ---- | ---- | - | - | - | - | - | - | - |
| 446  | 447  | - | - | - | - | - | - | - |

### Enseignement
La commune est rattachée à l'académie de Grenoble.

### Médias
Presse régionale
Historiquement, le quotidien à grand tirage Le Dauphiné libéré consacre, chaque jour, y compris le dimanche, dans son édition du Nord-Isère, un ou plusieurs articles à l'actualité du canton et de la commune, ainsi que des informations sur les éventuelles manifestations locales, les travaux routiers, et autres événements divers à caractère local..

### Cultes

#### Culte catholique
La communauté catholique et l'église de Montrevel (propriété de la commune) dépendent de la paroisse Sainte-Anne qui est, elle-même, rattachée au diocèse de Grenoble-Vienne.

## Culture et patrimoine

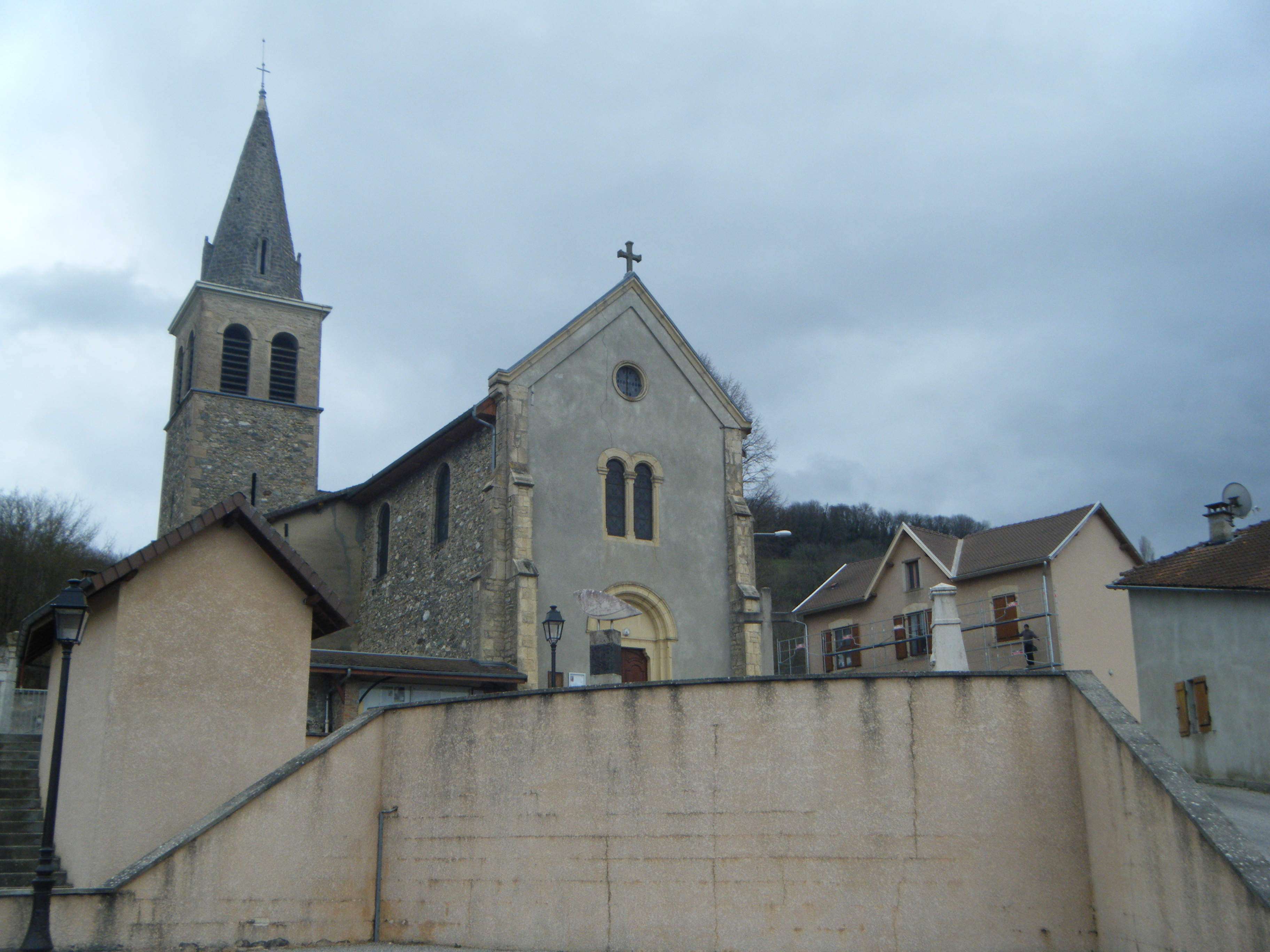
Église de Montrevel

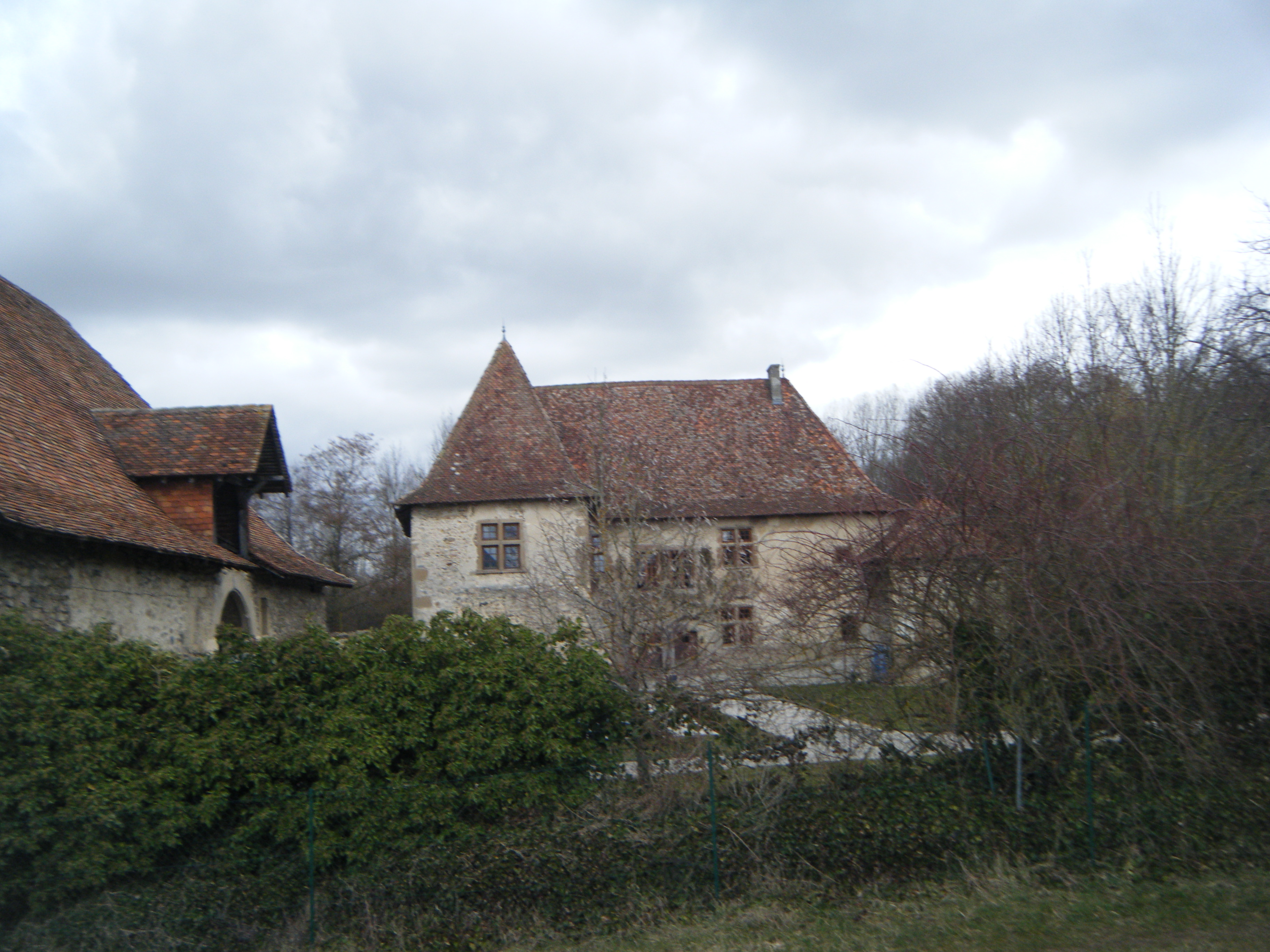
Château de Montrevel

### Lieux et monuments

#### Le château de Montrevel
Situé dans le chemin du Moulin à quelques mètres de la RD520 et à proximité de l'autoroute, l'ancienne maison forte des XVe et XVIIe siècles connue sous le nom de château de Montrevel, est inscrite partiellement au titre des monuments historiques par arrêté du 6 octobre 1977.
Les éléments protégés de cet édifice sont les façades et les toitures du corps de logis et de la grange. En 2019, le domaine et les bâtiments sont une propriété privée qui ne se visite pas.

#### Les vestiges du château fort de Montrevel
Cet ancien bâtiment du XIIe siècle a entièrement disparu et ses vestiges sont un important fossé de 300 mètres de long en forme de v et les restes d'une enceinte rectangulaire.

#### Autres monuments
- L'église paroissiale Sainte-Thérèse-de-l'Enfant-Jésus de Montrevel
- le monument aux morts communal

### Héraldique
|  | Montrevel (Isère) possède des armoiries dont l'origine et le blasonnement exact ne sont pas disponibles. |